# Ensemble scolaire Saint-Joseph-de-Tivoli
Pour les articles homonymes, voir Lycée Saint-Joseph et Tivoli (homonymie).

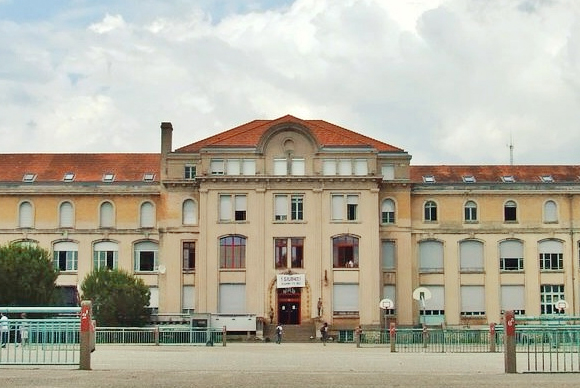
Bâtiment central, côté cour intérieure.

L'ensemble scolaire Saint-Joseph-de-Tivoli, communément appelé Tivoli, est un établissement scolaire privé catholique sous tutelle jésuite, situé à Bordeaux.

## Historique

### Implantation
Relevant de la tradition pédagogique du Ratio Studiorum de l'ancien collège de la Madeleine (fondé en 1572 et fermé lorsque les jésuites sont expulsés en 1762), le nouveau collège Saint-Joseph, ouvert d'abord à La Sauve (1850), s'établit en 1859 à Bordeaux même, sur le domaine des frères Labottière, dans le quartier de « Tivoli », avant d'être transféré sur le domaine de Peyreblanque (Caudéran) à son actuel emplacement (40 avenue d'Eysines).   
Le lycée est inauguré le 31 mai 1931. 
L'établissement est géré depuis quelques années sous contrat d'association. 

### La tradition jésuite
De tradition jésuite, l'établissement comporte des classes de maternelle, une école primaire, un collège, un lycée (baccalauréat général et technologique, avec une section STMG) ainsi qu'un établissement supérieur préparant aux BTS CGO, diplôme de comptabilité et de gestion et diplôme supérieur de comptabilité et de gestion.
L'accent est aussi mis sur l'apprentissage des langues vivantes. Il est ainsi proposé des échanges internationaux en Allemagne, en Espagne ainsi qu'en Australie et aux États-Unis. Le projet éducatif jésuite, prônant l'ouverture aux autres, le partage et l'échange, a également mis en place l'association Tivoli Sans Frontières (T.S.F) en 1988 qui, chaque année, permet à des lycéens d'aider des villages d'Afrique à se développer en construisant des écoles et des dispensaires.

## Classement du lycée
En 2015, le lycée se classe 2e sur 46 au niveau départemental, quant à la qualité d'enseignement, et 95e au niveau national. Le classement s'établit sur trois critères : le taux de réussite au bac, la proportion d'élèves de première qui obtient le baccalauréat en ayant fait les deux dernières années de leur scolarité dans l'établissement, et la « valeur ajoutée » (calculée à partir de l'origine sociale des élèves, de leur âge et de leurs résultats au diplôme national du brevet).

## Anciens directeurs
- Henri Lespinasse de Saune (1850-1929), en 1898-1899 avant de devenir missionnaire et évêque à Madagascar[6]

## Anciens élèves
Source : annuaire du lycée
- Timothée Piéchaud (1850-1905), médecin et professeur, titulaire de la première chaire de clinique infantile de France
- Alfred de Vial (1859-1931), président du port autonome de Bordeaux, directeur de la chambre de commerce de Bordeaux
- Marcel Prévost (1862-1941), romancier et auteur dramatique
- Félix de Vial (1863-1949), général
- Paul Glotin (1870-1933), industriel distillateur-liquoriste et homme politique
- Martial Piéchaud (1888-1957), écrivain
- Ferdinand Piéchaud (1890-1958), médecin et professeur
- François Leuret (1890-1954), médecin et homme politique
- Louis Piéchaud (1892-1965), écrivain et journaliste
- François de Vial (1904-1985), diplomate, juste parmi les nations
- Jean Lacouture (1921-2015), journaliste, historien et écrivain - promo 1939
- Hélie de Saint Marc (1922-2013), résistant et officier de l'armée française
- Jean Périsson (1924-2019), chef d'orchestre
- Jacques Belisle Fabre (1925-2001), président du tribunal de commerce de Bordeaux - promo 1943
- Paul Glotin (1933-2011), chef d'entreprise et personnalité du monde viticole bordelais
- Bertrand Piéchaud (né en 1941), artiste peintre et sculpteur
- Alain Afflelou (né en 1948), opticien et homme d'affaires
- Pierre-Henry Maccioni (né en 1948), préfet de département et préfet de région
- Nicolas de Tavernost (né en 1950), président du directoire de M6 et homme d'affaires
- Philippe Chalmin (né en 1951) économiste néoclassique - promo 1968
- Pierre Durand (né en 1955), champion olympique d’équitation
- Olivier Marchal (né en 1958), acteur et réalisateur
- Pascal Bataille (né en 1960), producteur et animateur de télévision - promo 1977
- Cyril Viguier (né en 1963), homme de communication et de médias
- Pascal Obispo (né en 1965), auteur-compositeur-interprète
- Thomas Hugues (né en 1966), journaliste et présentateur télé - promo 1983
- Matthieu Lecuyer (né en 1980), pilote automobile
- Julien Lescarret (né en 1980), matador
- Lou de Laâge (née en 1990), actrice

### Source
- « Un paradis… en plus » par Jean-Claude Lasserre, l'histoire architecturale du lycée Saint-Joseph de Tivoli, article publié à l'automne 1989 dans Le Festin n° 1